# Brunndöbra
Brunndöbra ist ein zur Ortschaft Klingenthal gehöriger Ortsteil der Stadt Klingenthal im sächsischen Vogtlandkreis. Er wurde am 1. Juli 1950 eingemeindet. Gemeinsam mit seinem Ortsteil Mittelberg bildet Brunndöbra eine Gemarkung von Klingenthal. Brunndöbra ist Teil des Musikwinkels.

## Geografie

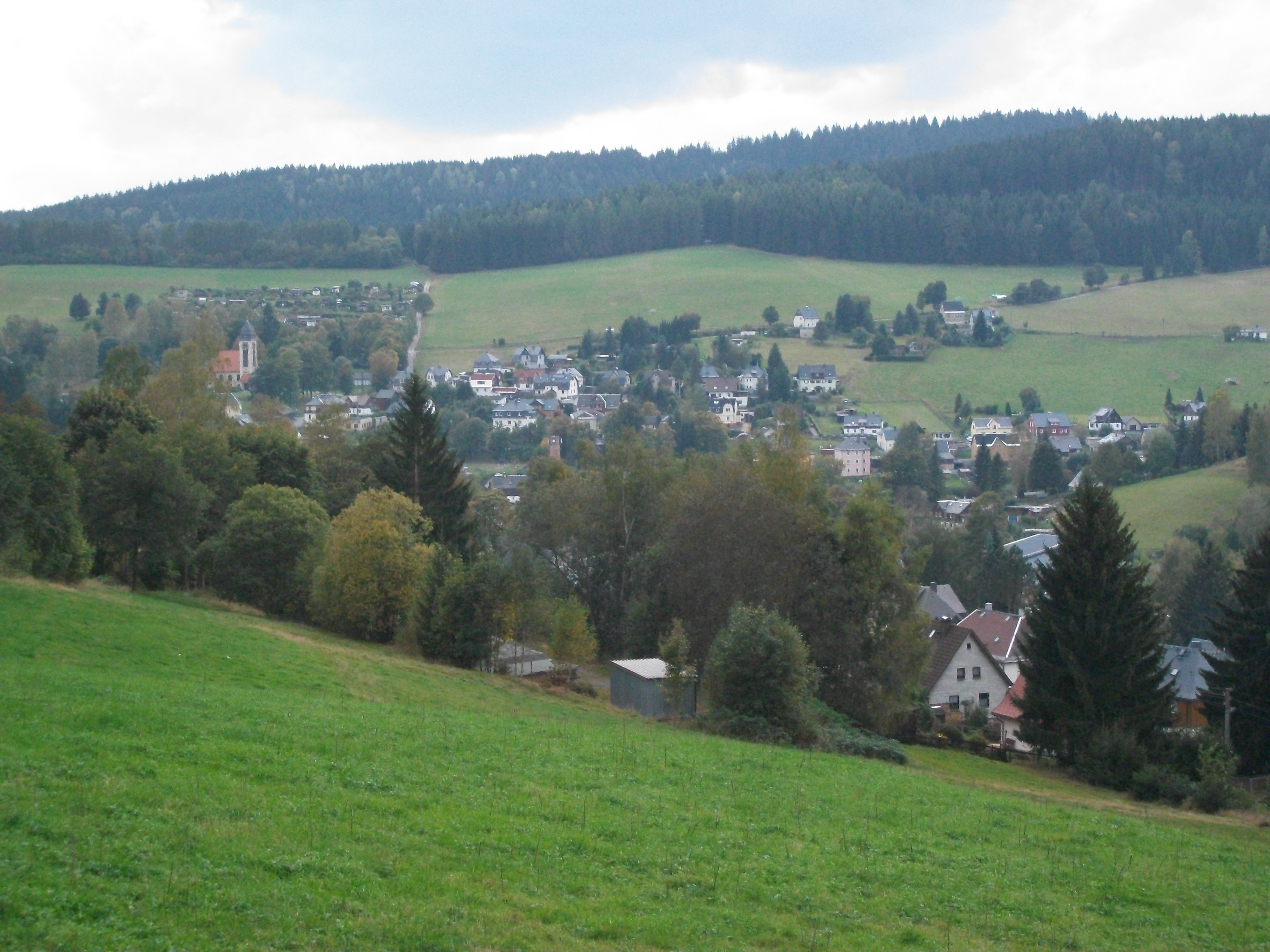
Brunndöbra mit Kirche

### Lage
Brunndöbra liegt im Südosten des sächsischen Teils des historischen Vogtlands, gehört aber bezüglich des Naturraums zum Westerzgebirge. Die Siedlung liegt im Tal der namensgebenden Brunndöbra, welche über die Zwota in die Eger entwässert. Der Ortsteil Mittelberg, der seinen Namen vom gleichnamigen Berg im Norden von Brunndöbra hat, bildet den nordöstlichen Gemeindeteil. Er liegt im Mündungsbereich der Steindöbra in die Brunndöbra. In Richtung Klingenthal erstreckt sich der Gemeindeteil Gösselhäuser.
Der Ortsteil Brunndöbra liegt im dicht besiedelten Tal der Steindöbra und Brunndöbra. Im Süden schließt sich nahtlos das Klingenthaler Stadtzentrum, im Norden Sachsenberg-Georgenthal an. Brunndöbra liegt im Naturpark Erzgebirge/Vogtland. Berge um den Ort sind der Schwarzberg (802 m) im Nordwesten und der Mittelberg im Norden.

### Nachbarorte
| Muldenberg                  | Schneckenstein                              | Sachsenberg-Georgenthal (Ortsteile Georgenthal und Untersachsenberg) |
| Kottenheide                 | Kompassrose, die auf Nachbargemeinden zeigt | Sachsenberg-Georgenthal (Ortsteil Untersachsenberg)                  |
| Klingenthal, Stadtteil Huth | Klingenthal (Hauptort)                      | Klingenthal, Stadtteil Kriegberg                                     |

## Geschichte

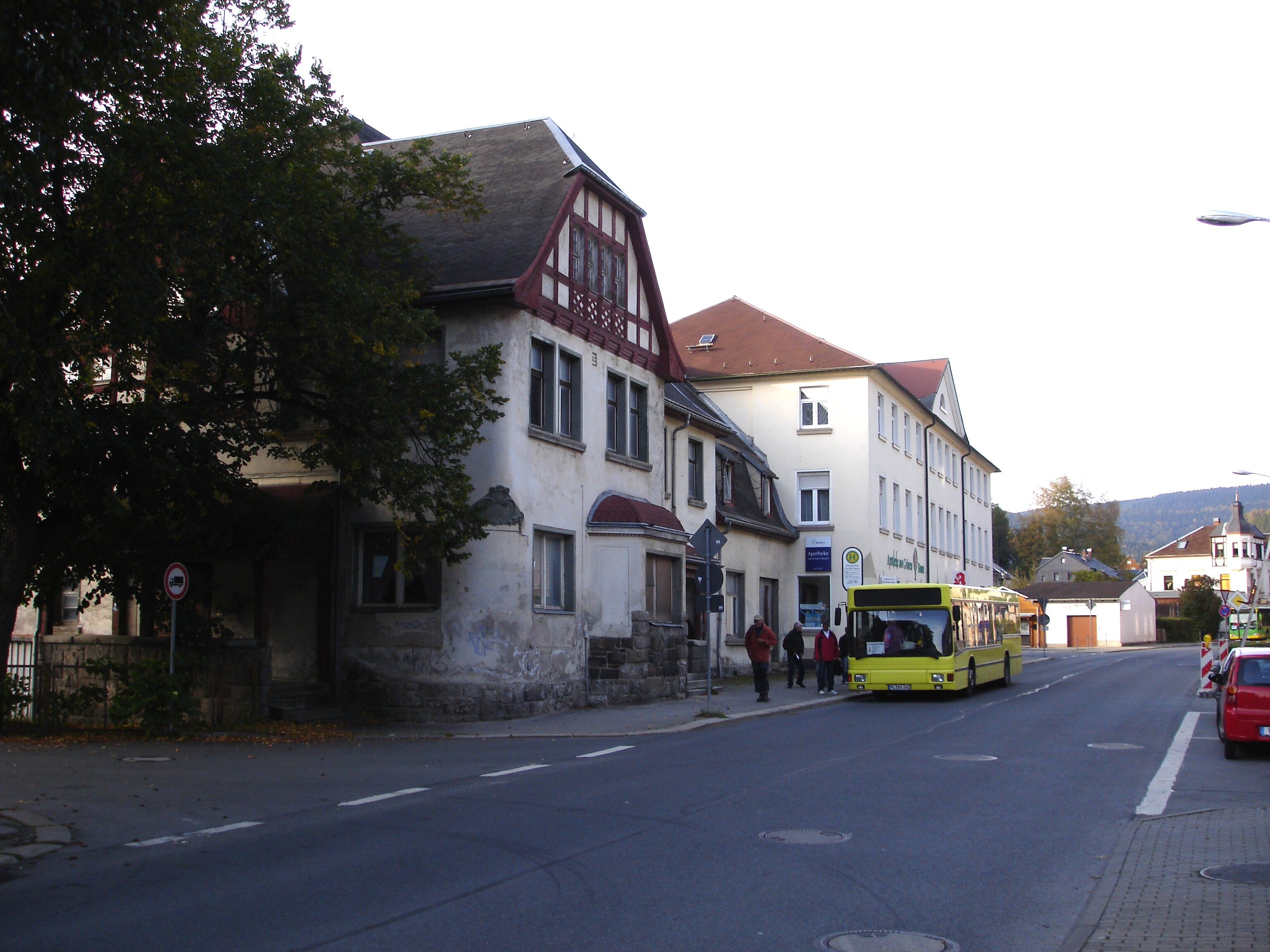
Brunndöbra, Gasthof „Grüner Baum“ vor dem Abriss, davor befand sich eine Haltestelle der Schmalspurbahn

Mit dem Aufblühen des Bergbaus auf Kupfer, Zinn, Blei und Silber in der fünf Kilometer entfernten Bergstadt Graslitz jenseits der Grenze zu Böhmen dehnte sich dieser Ende des 16. Jahrhunderts auch auf die sächsische Grenzregion aus, wodurch in den Wäldern um das spätere Klingenthal der Abbau u. a. von Zinn und Eisen stattfand. Seit Ende des 16. Jahrhunderts waren die Täler des Dürrenbachs und der Brunndöbra die bedeutendsten Bergbaugebiete der Klingenthaler Region. Auf dem Gebiet der im 17. Jahrhundert entstandenen Siedlung Brunndöbra waren folgende Gruben in Betrieb: „Gottesgeschenk“, „Johanneszeche“, „St. Michael am Dannenbergk“, „Neuer Graben“, „Josephszeche“, „Eisensteinzeche“ und „Herbst-Glück-Zeche“. Weiterhin wurden in Brunndöbra die Gruben „Christbescherung Fundgrube Vereinigt Feld“, „Drei Brüder Erbstolln und Fundgrube am Dannenbach“, „Drei Brüder Stolln an den alten Pochplätzen“, „Gewisser Segen Stolln und Fundgrube an der Dreie“ und „Göttliche Hilfe Erbstolln am Tannenbach“ betrieben. Zur Verhüttung der Erze wurde um 1591 der „Hellhammer“ bzw. „Höllhammer“ fertiggestellt, welches als Keimzelle des späteren Klingenthals angesehen wird. Dieses wurde 1604 als Hammersiedlung erstmals unter diesem Namen erwähnt.
Die Siedlung Brunndöbra entstand im 17. Jahrhundert durch Ansiedlung zahlreicher protestantischer Glaubensflüchtlinge (Exulanten) aus Böhmen, die im Zuge der Gegenreformation ihre böhmische Heimat verließen. Sie brachten ihre Fähigkeiten und Fertigkeiten im Geigenbau mit, wodurch die Region binnen kurzer Zeit zu einem Zentrum des Geigenbaus wurde (siehe: Geschichte des Geigenbaus in Klingenthal). Im 19. Jahrhundert wurde in Brunndöbra wie auch in Klingenthal der Geigenbau zunehmen von der Produktion von Mundharmonikas und Akkordeons abgelöst. Die 1901 gegründete „Zupfinstrumentenmanufaktur Hopf“ besteht bis in die Gegenwart.
Brunndöbra und sein Ortsteil Mittelberg lagen bis 1856 im kursächsischen bzw. königlich-sächsischen Amt Voigtsberg. Nach 1856 gehörte Brunndöbra zum Gerichtsamt Klingenthal und ab 1875 zur Amtshauptmannschaft Auerbach. Um 1871/75
zählte Brunndöbra 1964 Einwohner und Mittelberg 125 Einwohner. Im Jahr 1909 erhielt Brunndöbra eine eigene Kirche. 1916 wurden Brunndöbra und Mittelberg mit der elektrisch betriebenen Schmalspurbahn Klingenthal–Sachsenberg-Georgenthal an das Eisenbahnnetz angeschlossen. Die fünf Stationen im Ortsgebiet bildeten den mittleren Streckenabschnitt. Mit der Einstellung der Bahn übernahmen im Jahr 1964 Busse die Personenbeförderung.
In der ersten Hälfte des 20. Jahrhunderts waren nördlich von Brunndöbra elf Gruben durch Wiederaufnahme oder Neumutung in Betrieb, in denen es Bergbauversuche auf Zinn, Zinkblende und Vitriol gab. Sie gehören zur Lagerstätte Brunndöbra-Schneckenstein. Die Wismut übernahm 1950 den „Stolln Brunndöbra“. Er wurde zur Förderung von Uran vorbereitet, im Jahr 1960 aber eingestellt. 2011 erfolgte eine Sanierung der Gänge. Zwischen 1966 und 1991 wurde in der Grube Brunndöbra Schwerspat abgebaut.
Am 1. Juli 1950 wurde Brunndöbra gemeinsam mit dem nördlich angrenzenden Sachsenberg-Georgenthal nach Klingenthal eingemeindet. Durch die zweite Kreisreform in der DDR kam Brunndöbra als Gemeindeteil von Klingenthal im Jahr 1952 zum Kreis Klingenthal im Bezirk Chemnitz (1953 in Bezirk Karl-Marx-Stadt umbenannt), der 1990 als sächsischer Landkreis Klingenthal fortgeführt wurde und 1996 im Vogtlandkreis aufging.

### Einwohnerstatistik
| Jahr          | 1791       | 1834  | 1871  | 1890  | 1910  | 1925  | 1939  | 1946  |
| ------------- | ---------- | ----- | ----- | ----- | ----- | ----- | ----- | ----- |
| Einwohnerzahl | 77 Häusler | 1.072 | 1.964 | 3.061 | 3.919 | 3.847 | 3.832 | 3.684 |

1910 war Brunndöbra unter den 69 Kommunen der Amtshauptmannschaft Auerbach auf Rang 8. 1925 lebten im Ort 3.405 Lutheraner, 92 Katholiken (1834 nur 2), 2 evangelisch-reformierte und 130 andersgläubige.

## Freizeit und Kultur

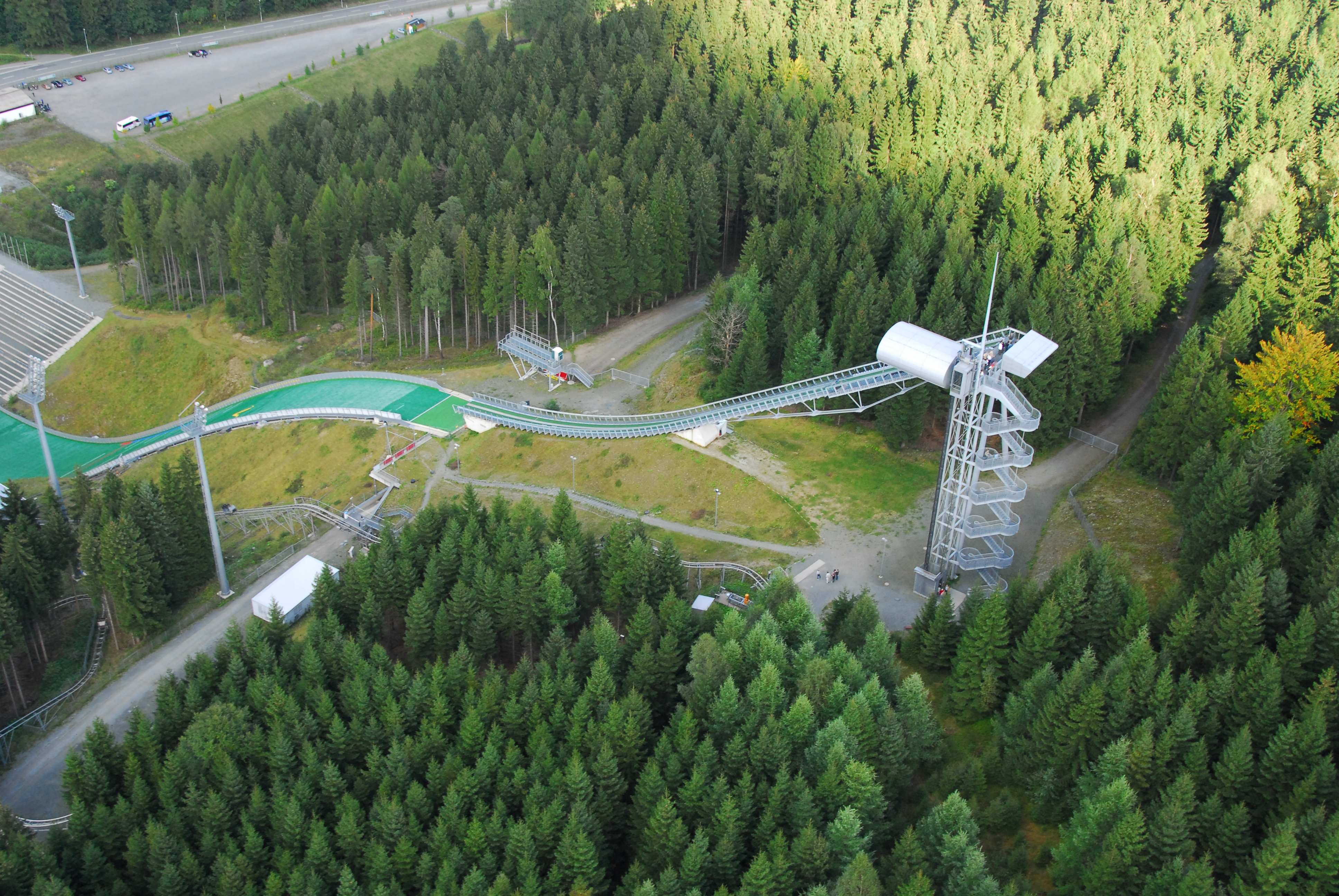
Vogtland Arena in Brunndöbra

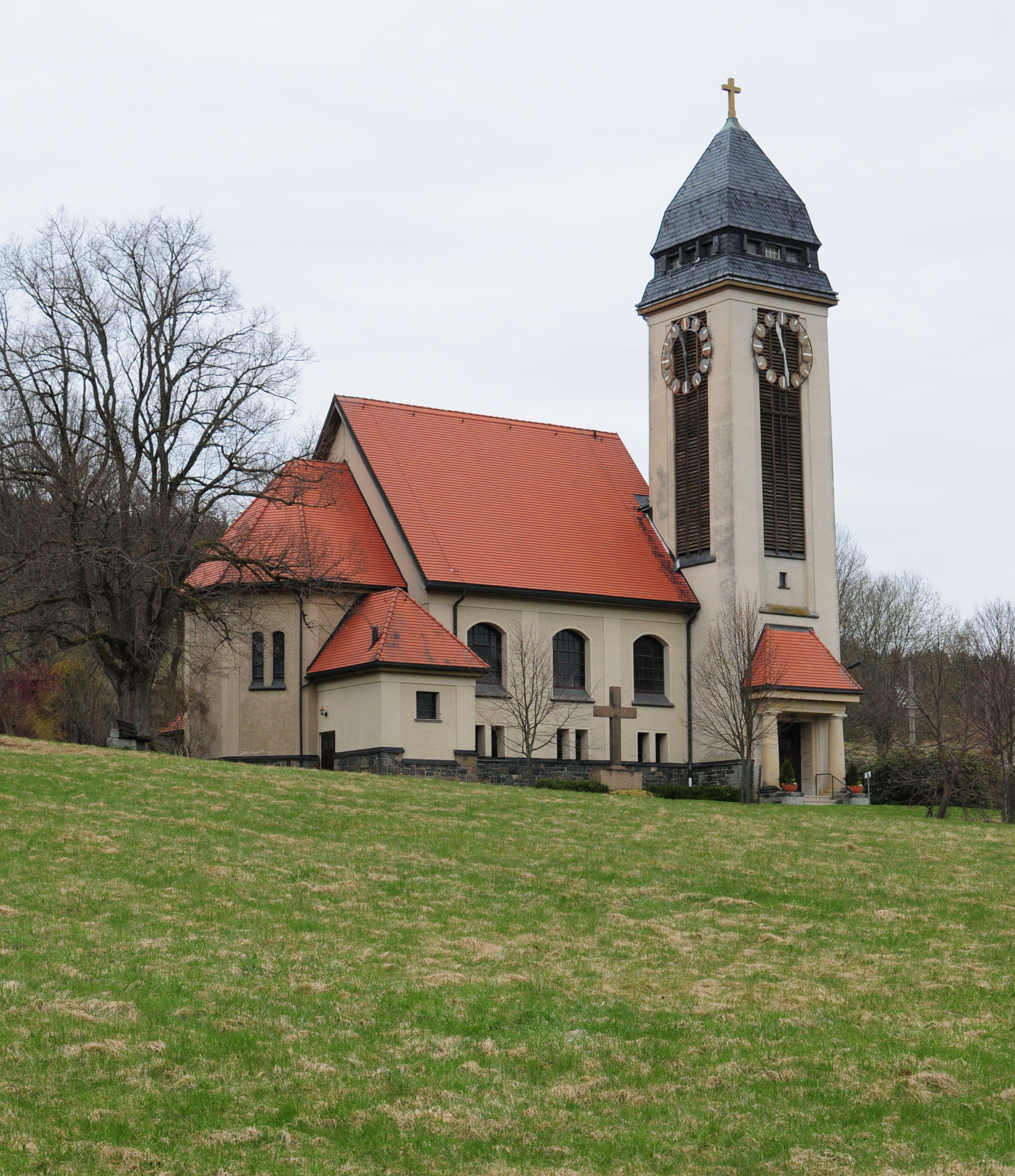
Die Luther-Kirche in Brunndöbra

### Wintersport
Am Nordwestrand von Brunndöbra befindet sich am Schwarzberg die im Jahr 2006 eingeweihte Vogtland Arena, auf der internationale Wettkämpfe ausgetragen werden.

### Naturkunde
In der Straße „An der Braunleithe“ in Brunndöbra befindet sich ein Arboretum, in dem ca. 300 Gehölzarten zu sehen sind. Bei ihm startet der 2,5 Kilometer lange Baumlehrpfad.

### Religion
Brunndöbra gehörte kirchlich bis Anfang des 20. Jahrhunderts zur Klingenthaler Kirche „Zum Friedefürsten“. Nach längeren Verhandlungen wurde die Kirchgemeinde Brunndöbra am 1. Oktober 1907 aus der Klingenthaler Gemeinde ausgegliedert.
Die Fabrikbesitzer Carl Eßbach und Otto Weidlich hatten in den Jahren 1897 und 1899 bereits Grundstücke gestiftet, auf denen ab 1908 das neue Gotteshaus von Brunndöbra entstand. Die Weihe des Jugendstil-Sakralbaus erfolgte am 5. Dezember 1909. Die Orgel der Lutherkirche Brunndöbra schuf 1909 Hermann Eule aus Bautzen als Opus 126, das Instrument mit 2 Manualen, Pedal und 28 Registern wurde im Jahr 2000 restauriert von der Firma Vogtländischer Orgelbau Thomas Wolf.

## Verkehr

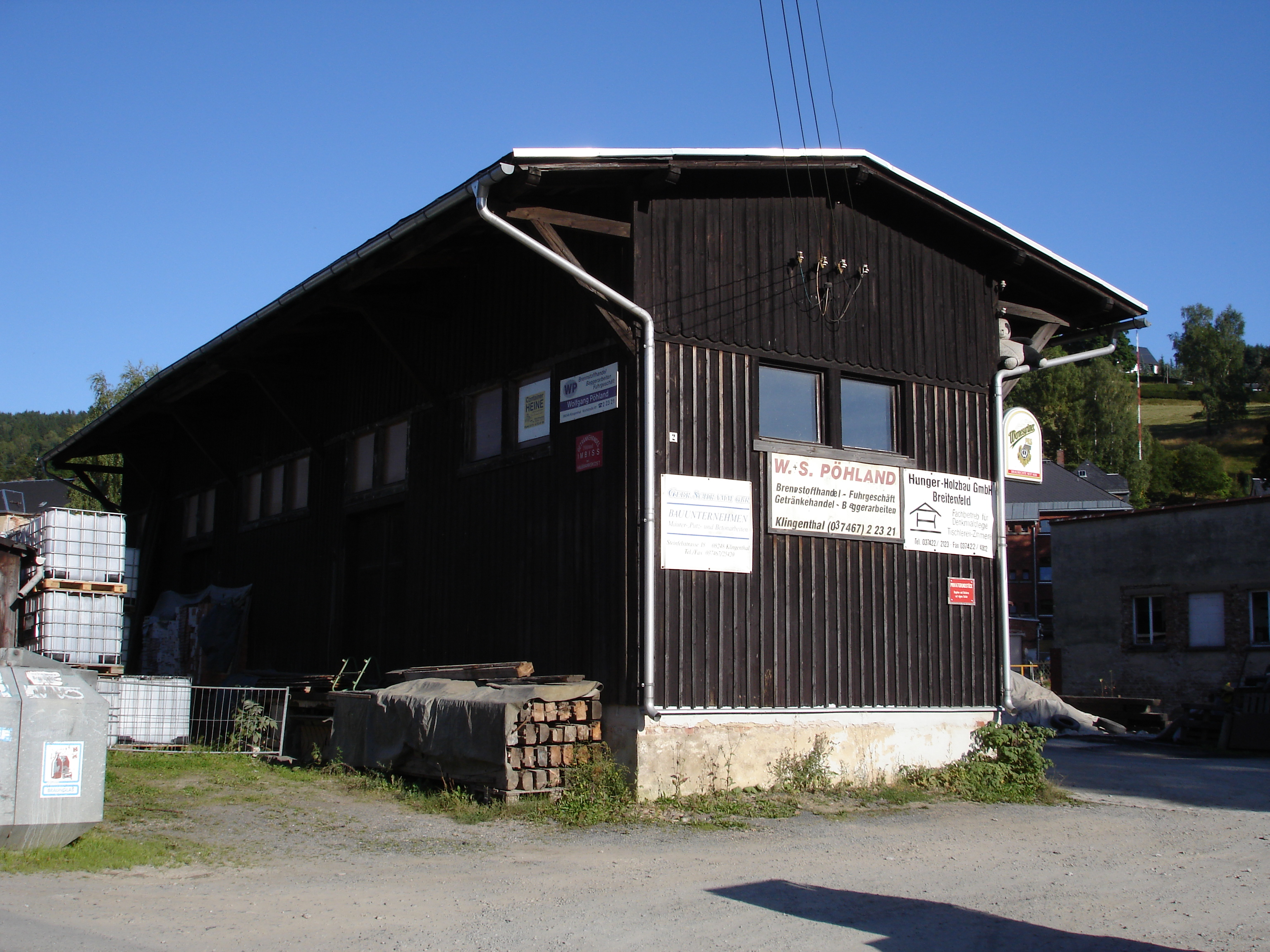
Güterbahnhof Brunndöbra

Durch Brunndöbra verläuft die Bundesstraße 283. Über die Staatsstraße 304 ist der Ort mit Falkenstein/Vogtl. verbunden. Von 1916 bis 1964 verkehrte im Döbratal zwischen Klingenthal und Sachsenberg-Georgenthal die elektrisch betriebene Schmalspurbahn Klingenthal–Sachsenberg-Georgenthal mit 1.000 mm Spurweite, deren mittlerer Abschnitt durch Brunndöbra und Mittelberg führte.
Brunndöbra wird im vertakteten ÖPNV des Verkehrsverbunds Vogtland von folgenden Buslinien der Plauener Omnibusbetrieb GmbH bedient, die abschnittsweise Stadtverkehrsfunktionen in Klingenthal übernehmen:
Stand: 15. Dezember 2024
| Linie | Endpunkte               | Verlauf                                             | Klassifizierung   |
| ----- | ----------------------- | --------------------------------------------------- | ----------------- |
| 20+   | Rodewisch ↔ Klingenthal | Auerbach – Beerheide – Tannenbergsthal – Brunndöbra | PlusBus           |
| 30+   | Bad Elster ↔ Brunndöbra | Adorf – Markneukirchen – Klingenthal                | PlusBus           |
| 90+   | Plauen ↔ Aschberg       | Oelsnitz – Schöneck – Klingenthal – Brunndöbra      | PlusBus / TaktBus |

## Persönlichkeiten
- Arthur Arzt (1880–1953), Lehrer in Brunndöbra, späteres MdL
- Felix Bartl (1910–1987), Maler und Lithograf